# العمود الفقري للشبكة

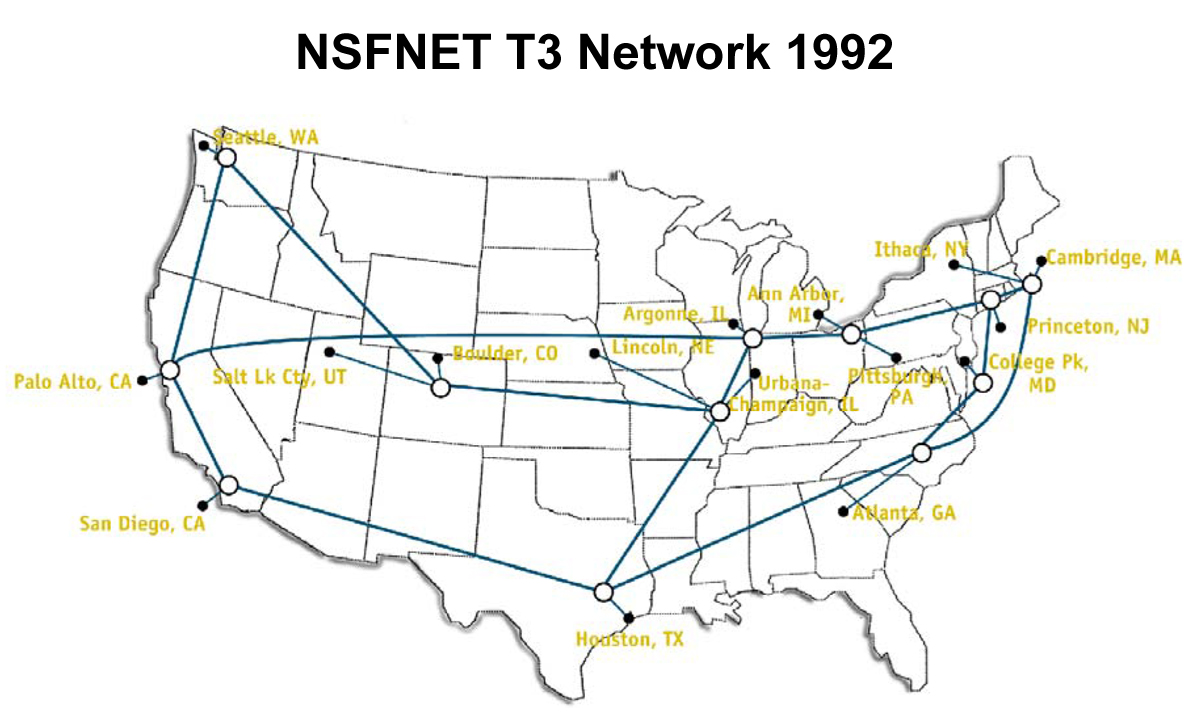

العمود الفقري للشبكة هو جزء من شبكة الحاسوب التي تصل مختلف أجزائها مؤمنة طريقًا لنقل المعلومات والأوامر.

## الخصائص
من أهم خصائص Back Bone ما يلى :
- يعتبر Back Bone توصيلات ذات سرعة عالية (High Speed Link) مثل (Fiber Optics Or Coaxial Cable).
- يتم توصيل Back Bone بكروت الشبكات (Network Interface Card).
- لا يتم توصيل محطات العمل على (Back Bone) ولكن يتم توصيل (Server).
- طول (Back Bone) محدود (Short Length Cable) وذلك في حالة ربط (Server) مع بعضها البعض في داخل مكان واحد وذلك لتسهيل السيطرة والإدارة.
- ويمكن استخدام كابلات طويلة في حالة وجود أكثر من مبنى بهم شبكات ومطلوب ربطهم مع بعض

وبالتالي فأن Back Bone ما هو إلا كابل لتوصيل إثنين أو أكثر من خادم الشبكات مع بعضها البعض. بينما (Bridge) يمكن تكوينه من وضع اثنين أو أكثر من كروت الشبكات في الخادم لربط شبكات آخرى مع هذه الشبكة وأيضا فأن Back Bone يمكن أن يقوم بتقسيم الشبكة الكبيرة الي شبكات صغيرة وذلك لسهولة الإدارة وتحقيق أعلى (Throughput)
Bock Bone For Centralized Monacfment
يساعد BackBone على تجميع Server في مكان واحد بغرض تسهيل الإدارة ومثالي على ذلك فأنه يمكن وضع Server في داخل هيئة أو منظمة في مكان واحد وليكن قسم إدارة المعلومات بحيث أن العماملين في هذا القسم يستطيعوا تنفيذ السيطرة والتحكم في هذه (Server) وبالتالي فأن الكابلات تخزن من (Server) لكل قسم حسب تنظيم العمل